# Magnac-Lavalette-Villars

Magnac-Lavalette-Villars este o comună în departamentul Charente, Franța. În 1 ianuarie 2022 avea o populație de 487 de locuitori.